# Basinakonda
Basinakonda és un cim de roca del districte de Kadapa a Andhra Pradesh. Té una altura de 870 metres. Al cim hi ha la pagoda de Vekatashaswami, que hi hauria deixat la seva petjada quan viatjava cap a la sagrada pagoda de Tripatti (l'altra petjada l'hauria deixat a Gandikot).